# Бажаны (Львовская область)
Бажаны (укр. Бажани) — село в Бусской городской общине Золочевского района Львовской области Украины.
Население по переписи 2001 года составляло 67 человек. Занимает площадь 0,17 км². Почтовый индекс — 80523. Телефонный код — 3264.